# Moulineaux
Moulineaux är en kommun i departementet Seine-Maritime i regionen Normandie i norra Frankrike. Kommunen ligger i kantonen Grand-Couronne som tillhör arrondissementet Rouen. År 2022 hade Moulineaux 943 invånare.

## Befolkningsutveckling
Antalet invånare i kommunen Moulineaux
| Referens: INSEE |